# Assassination (film 1967)
Assassination è un film del 1967 diretto da Emilio P. Miraglia.